# Palca (Tiraque)
Palca (auch Alto Tiraque „A“) ist ein Straßendorf im Departamento Cochabamba im südamerikanischen Andenstaat Bolivien.

## Lage im Nahraum
Palca ist der zentrale Ort des Kanton Palca im Municipio Tiraque in der Provinz Tiraque. Die Ortschaft liegt in einer Höhe von 3101 m in der Gebirgskette der Cordillera Oriental am rechten, nördlichen Ufer des Río Paracaya, der flussabwärts in der Agrarregion um Punata aufgrund der landwirtschaftlichen Nutzung weitgehend versickert.

## Geographie
Das Klima der Region ist ein typisches Tageszeitenklima, bei dem die Temperaturunterschiede im Tagesverlauf deutlich stärker ausfallen als die Unterschiede zwischen den Jahreszeiten.
Die Jahresdurchschnittstemperatur liegt bei gut 9 °C (siehe Klimadiagramm Tiraque) und schwankt zwischen 6 °C im Juni/Juli und knapp 12 °C im November. Der jährliche Niederschlag beträgt im langjährigen Mittel knapp 500 mm, wobei im Januar ein Monatswert von über 100 mm erreicht wird, während die Niederschläge in der winterlichen Trockenzeit von Mai bis September monatlich unter 10 mm liegen.

## Verkehrsnetz
Palca liegt in einer Entfernung von 50 Straßenkilometern östlich von Cochabamba, der Hauptstadt des gleichnamigen Departamentos.
Palca ist von Cochabamba aus über die Nationalstraße Ruta 4 zu erreichen, die ins bolivianische Tiefland nach Villa Tunari und weiter nach Santa Cruz führt. Von Tiraque über Palca führt der Camino RN4 Colomi-Tiraque 14 Kilometer nach Nordwesten bis zur Ruta 4, vom Straßenabzweig sind es 27 Kilometer in westlicher Richtung bis nach Sacaba und von dort weitere 16 Kilometer bis nach Cochabamba.

## Bevölkerung
Die Einwohnerzahl der Ortschaft ist im vergangenen Jahrzehnt auf das Fünffache angestiegen:
| Jahr | Einwohner         | Quelle       |
| ---- | ----------------- | ------------ |
| 1992 | keine Detaildaten | Volkszählung |
| 2001 | 112               | Volkszählung |
| 2012 | 555               | Volkszählung |
| 2024 |                   | Volkszählung |

Die Region weist einen hohen Anteil an indigener Bevölkerung auf, im Municipio Tiraque sprechen 92,7 Prozent der Bevölkerung Quechua.